# 해양군
해양군 이희(海陽君 李僖, 1620년 ~ 1682년)는 조선의 왕족이다.

## 생애
1625년 당시 6세의 나이로 명선도정(明善都正)에 책봉되었다가 1633년 수덕군(綏德君)으로 개봉되고, 2년 후 1635년 해양군(海陽君)에 재개봉되었다. 1668년 흥안군 이제의 양자로 출계하였으며, 1682년에 향년 63세로 별세하였다.